# Никульское (Дмитровский городской округ)
Никульское — деревня в Дмитровском районе Московской области России в составе городского поселения Дмитров. До 2006 года Никульское входило в состав Кузяевского сельского округа.
Деревня расположена в центральной части района, примерно в 10 км южнее Дмитрова, в 4 км от станции Морозки Савёловского направления, на левом берегу малой речки Скороданки, высота центра — 179 м над уровнем моря. Ближайшие населённые пункты — примыкающее на востоке Голиково и посёлок Подосинки с Дубровками на юге.
Сельцо Никульское Вышегородского стана на реке Скородайке. С 1610 года вотчина Кузьмы Чаплина, получено от князя Василия Ивановича. В первой половине XVII века также называлось Микульское, бывшая пустошь (Переписные книги 1629 года).

## Население
| 2002 | 2006 | 2010 |
| ---- | ---- | ---- |
| 6    | ↗7   | ↘4   |